# Bió (retòric)
Bió (Bion, Βίων) fou un retòric grec nadiu de Siracusa. Fou autor d'una obra de teoria de la retòrica titulada τέχνας ῥητορικὰς γεγραφώς). Un retòric amb el mateix nom va escriure una obra en nou llibres amb els noms de les nou muses, però era un personatge diferent.